# John de Mowbray (3e duc de Norfolk)
Pour les articles homonymes, voir John de Mowbray.
Titre
Duc de Norfolk, comte de Norfolk et de Nottingham, baron Segrave (en) et Mowbray
19 octobre 1432 – 6 novembre 1461
(29 ans et 18 jours)
John de Mowbray (12 septembre 1415 – 6 novembre 1461), 3e duc de Norfolk, est un noble anglais, qui joue un rôle important dans la guerre des Deux-Roses.

## Biographie
Il est le fils de John de Mowbray (1392-1432), 2e duc de Norfolk, et de Lady Katherine Neville. Il obtient l'office de Comte Maréchal en 1432 quand il hérite du titre de duc de Norfolk à la mort de son père. Au début de la guerre des Deux-Roses, il soutient Richard Plantagenêt, le chef de la Maison d'York. En 1459, il change brièvement de camp en jurant allégeance au roi Henri VI avant de revenir du côté des York, genre de volte-face qui était courante au cours de cette guerre. Il combat à la seconde bataille de St Albans, perdue par les Yorkistes, et est ensuite l'un des nobles qui demandent à Édouard d'York, le fils de Richard, de se faire couronner roi d'Angleterre sous le nom d'Édouard IV. Le 29 mars 1461, son intervention lors de la bataille de Towton est décisive car l'arrivée de ses troupes alors que le combat est indécis donne la victoire aux Yorkistes. 
Marié à Eleanor Bourchier, fille du comte d'Eu, celle-ci lui donne un fils, John de Mowbray, 4e duc de Norfolk.

## Sources
- (en) Cet article est partiellement ou en totalité issu de l’article de Wikipédia en anglais intitulé « John de Mowbray, 3rd Duke of Norfolk » (voir la liste des auteurs).
- Alison Weir, Britain's Royal Family: A Complete Genealogy, Londres, The Bodley Head, 1999.